# Willibald Imhoff

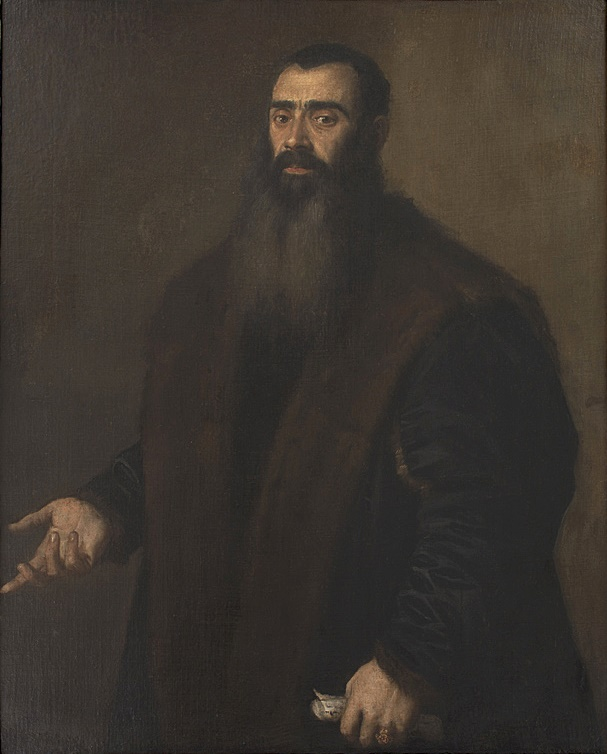
Porträt des Willibald Imhoff (Tizian)

Willibald Imhoff (* 16. November 1519 in Nürnberg; † 25. Januar 1580 ebenda) war ein Nürnberger Patrizier, Kunstsammler, Kaufmann und Bankier aus dem alten Rats- und Kaufherrengeschlecht Imhoff.
Er war der Sohn von Hans VI. Imhoff und der Felicitas Pirckheimer, einer Tochter des Humanisten und Dürer-Freunds Willibald Pirckheimer. Sein Großvater väterlicherseits war der Nürnberger Handelsherr Hans V. Imhoff (1461–1522), sein Onkel Andreas I. Imhoff.
In seiner Jugend hielt sich Imhoff in den Handelskontoren seiner Familie in Lyon und Antwerpen auf, um Groß- und Fernhandel zu lernen. 1540–42 bereiste er Frankreich und anschließend bis 1544 Spanien. 1545 heiratete er Anna Harsdörffer (1528–1601), Tochter des Wolff Harsdörffer und der Ehrentraud Welser. Auch danach unternahm er als Gesellschafter der Handelsgesellschaft noch regelmäßig Reisen nach Lyon und Saragossa.
Da sein Großvater Willibald Pirckheimer 1530 ohne männliche Nachkommen verstarb, ging dessen Bibliothek und ein großer Teil von dessen Kunstbesitz auf Willibald Imhoff über. Die Kunstsammlung wurde von Imhoff sukzessive zum „Kunstkabinett“ erweitert und umfasste Hunderte von Medaillen, ca. 70 Silbergeräte sowie viele Gemälde, unter anderem Werke von Albrecht Dürer (darunter dessen „Bildnis Johannes Kleberger“), Holbein, Cranach, Tizian und Paris Bordone. Er kaufte eine große Anzahl antiker und zeitgenössischer Statuen und Büsten aus Marmor oder Ton an, ferner Gemälde, eine reiche Kupferstichsammlung, zahlreiche Handzeichnungen berühmter Meister, Fayencen, venezianische Gläser, und erweiterte die Pirckheimer'sche Bibliothek. Nach dem Tode von Andreas Dürer (dem Bruder von Albrecht) konnte Imhoff zahlreiche Werke von Albrecht Dürer erwerben.
Sein wirtschaftlicher Erfolg erlaubte es ihm, 1562 das Anwesen der Familie Straub am Egidienplatz zu erwerben. Dieses Haus baute er weiter aus und machte es zur Aufbewahrungsstätte seiner reichen Sammlung von Antiquitäten und Kunstwerken. Er beherbergte dort prominente Gäste wie 1575 den Kölner Kurfürsten Salentin von Isenburg und 1576 den Augsburger Fürstbischof Marquard II. Von dem Patrizier Franz Tucher kaufte er schließlich 1562 ein Haus auf der Füll.
Er vermehrte auch die Münzsammlung des Großvaters um ein Vielfaches. Ferner katalogisierte er die Münzsammlung Herzog Albrechts V. von Bayern.

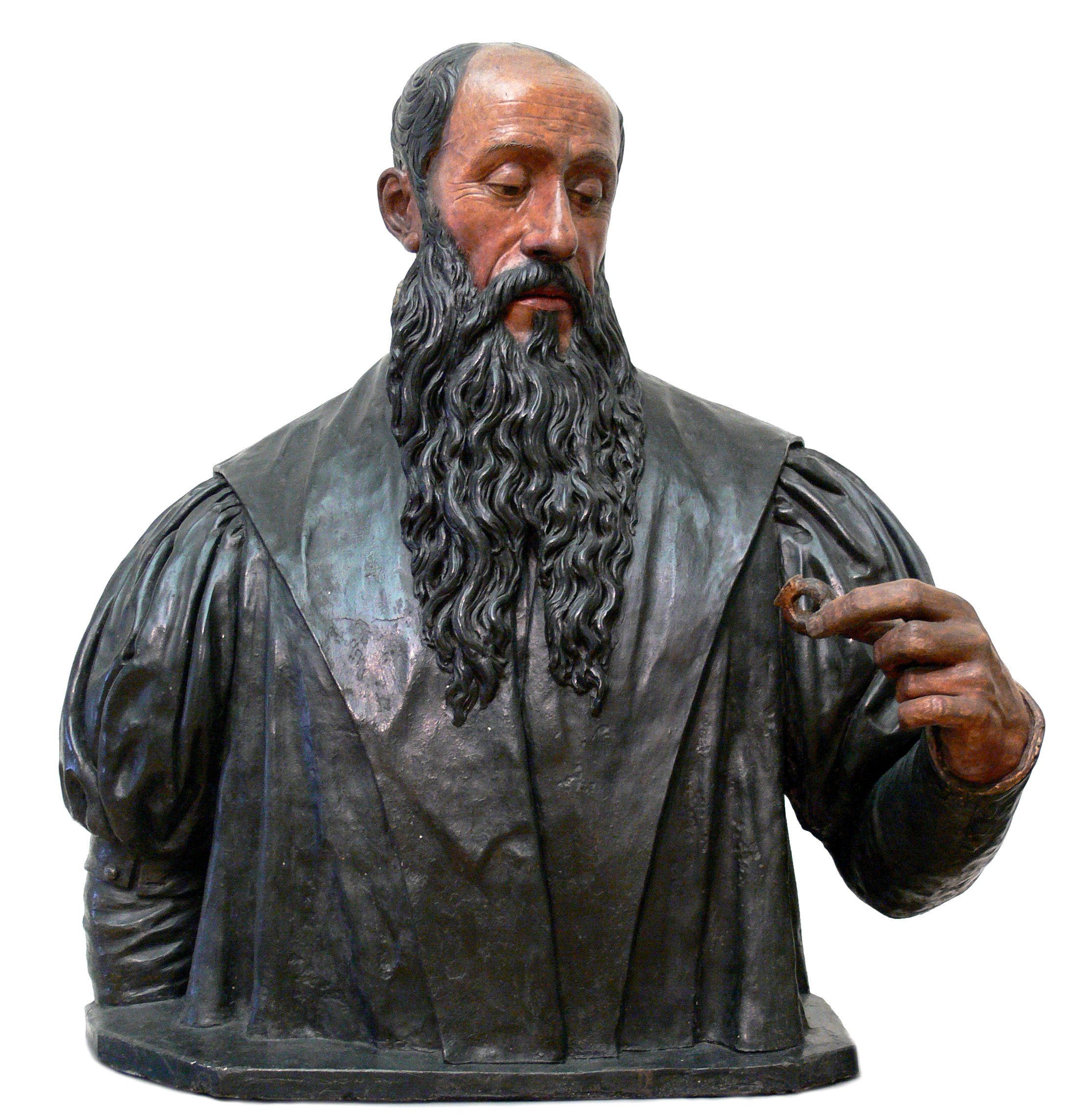
Büste des Willibald Imhoff (Johan Gregor van der Schardt, 1570)
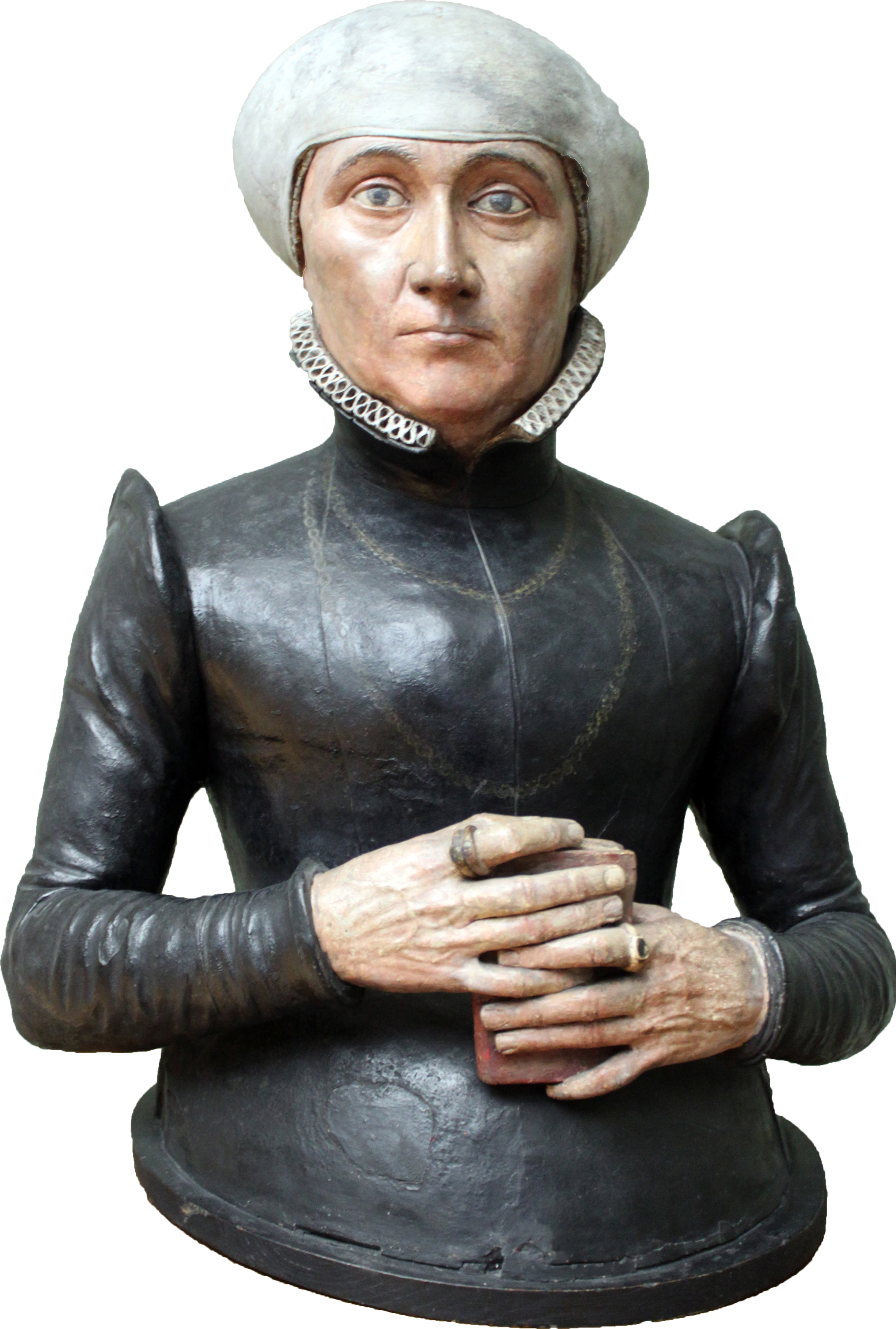
Büste der Anna Imhoff geb. Harsdörffer